# Gérard Valbert
Gérard Valbert, né Gérard Friedli, le 19 octobre 1925 à Neuchâtel et mort le 2 janvier 2016 à Paudex, est un écrivain, auteur dramatique et journaliste vaudois. "Valbert" provient de Victoria et Albert, les prénoms de ses parents.

## Biographie
Responsable pendant longtemps des magazines culturels de la Radio suisse romande (RSR), Gérard Valbert suit d'abord des études au Conservatoire de Lausanne, puis des études universitaires. Il devient ensuite écrivain, journaliste et critique littéraire.
Ami d’Albert Cohen, il lui consacre plusieurs biographies devenues des références  Albert Cohen, le Seigneur et  Albert Cohen, le Pouvoir de vie (Grasset). Dernier ouvrage paru : Conversations avec Albert Cohen (L’Âge d’Homme, 2008). Il a également écrit des pièces de théâtre et des romans, parmi ceux-ci  Les noces de novembre paru en 2001.

## Sources
- « Gérard Valbert », sur la base de données des personnalités vaudoises sur la plateforme « Patrinum » de la Bibliothèque cantonale et universitaire de Lausanne.
- sites et références mentionnés